# Lankaran (ciudad)
Lankaran (en azerí: Lənkəran) es una ciudad azerí, en la costa del mar Caspio, cercana a la frontera sur con Irán. 

## Demografía
Tiene una población de 50 244 habitantes (en 2008, 48 400 en 2002). Esta junto al raión de Lankaran, aunque es independiente de este. La ciudad forma una división de primer orden distinta en Azerbaiyán.
|           | Total  | Total    | Hombres | Hombres  | Mujeres | Mujeres |
| personas  | %      | personas | %       | personas | %       |         |
| Población | 49 970 | 24,29    | 24 223  | 23,70    | 25 747  | 24,87   |

## Etimología
La forma antigua del nombre de la ciudad fue Langarkanan que en persa significa "el lugar donde se levanta el ancla (o anclas)" : "Langar" (persa: لنگر, ancla) + "kan" (persa: کن, tirar) + "an"(persa: آن, sufijo locativo). No obstante, algunas fuentes afirman que Lankaran se dice que proviene de las palabras en Talish para decir 'casa de caña', lo que suena como 'Lan Karan'.

## Historia
Desde 1747 Lanakaran se estableció como la capital del kanato persa de Talish. Sus habitantes estaban ocupados en la agricultura, ganadería, horticultura, pesca, sericultura, apicultura y la caza. En el mismo tiempo se desarrollaron la alfarería, la capintería y el comercio.
En los siglos XVIII-XIX la ciudad exportaba arroz, lino, seda, verduras y productos de pesca. Principalmente, se enviaban a Rusia. 
El 1 de enero de 1813 fue ocupada por el ejército ruso, el Tratado de Gulistán, certificó su anexión.
En agosto de 1918 se creó, al amparo de la ocupación británica de Bakú, la Dictadura Militar provisional de Mugán, dirigida por el coronel Ilyashévich y por Sujorúkov que formó parte de las fuerzas blancas en el Cáucaso. Tras las derrotas de Denikin el gobierno militar se hundió a finales de marzo de 1919 y los comunistas tomaron el poder proclamando la República Soviética de Mugán en la ciudad el 2 de abril de 1919. Tras la toma del poder por los bolcheviques en Bakú, la república se disolvió y se unió a Azerbaiyán (mayo de 1920).

## Clima
La ciudad Lanakaran tiene un clima subtropical húmedo.  
| Parámetros climáticos promedio de Lankaran (1991-2020) | Parámetros climáticos promedio de Lankaran (1991-2020) | Parámetros climáticos promedio de Lankaran (1991-2020) | Parámetros climáticos promedio de Lankaran (1991-2020) | Parámetros climáticos promedio de Lankaran (1991-2020) | Parámetros climáticos promedio de Lankaran (1991-2020) | Parámetros climáticos promedio de Lankaran (1991-2020) | Parámetros climáticos promedio de Lankaran (1991-2020) | Parámetros climáticos promedio de Lankaran (1991-2020) | Parámetros climáticos promedio de Lankaran (1991-2020) | Parámetros climáticos promedio de Lankaran (1991-2020) | Parámetros climáticos promedio de Lankaran (1991-2020) | Parámetros climáticos promedio de Lankaran (1991-2020) | Parámetros climáticos promedio de Lankaran (1991-2020) |
| Mes                                                    | Ene.                                                   | Feb.                                                   | Mar.                                                   | Abr.                                                   | May.                                                   | Jun.                                                   | Jul.                                                   | Ago.                                                   | Sep.                                                   | Oct.                                                   | Nov.                                                   | Dic.                                                   | Anual                                                  |
| ------------------------------------------------------ | ------------------------------------------------------ | ------------------------------------------------------ | ------------------------------------------------------ | ------------------------------------------------------ | ------------------------------------------------------ | ------------------------------------------------------ | ------------------------------------------------------ | ------------------------------------------------------ | ------------------------------------------------------ | ------------------------------------------------------ | ------------------------------------------------------ | ------------------------------------------------------ | ------------------------------------------------------ |
| Temp. máx. abs. (°C)                                   | 28.0                                                   | 27.4                                                   | 28.5                                                   | 32.4                                                   | 36.0                                                   | 36.0                                                   | 39.7                                                   | 39.9                                                   | 38.2                                                   | 34.5                                                   | 26.9                                                   | 28.0                                                   | 39.9                                                   |
| Temp. máx. media (°C)                                  | 8.7                                                    | 9.1                                                    | 12.4                                                   | 16.9                                                   | 23.0                                                   | 28.1                                                   | 30.7                                                   | 30.6                                                   | 26.1                                                   | 20.8                                                   | 14.4                                                   | 10.1                                                   | 19.2                                                   |
| Temp. media (°C)                                       | 4.8                                                    | 5.4                                                    | 8.5                                                    | 12.9                                                   | 18.6                                                   | 23.4                                                   | 25.9                                                   | 25.8                                                   | 21.9                                                   | 16.8                                                   | 10.7                                                   | 6.4                                                    | 15.1                                                   |
| Temp. mín. media (°C)                                  | 1.9                                                    | 2.5                                                    | 5.4                                                    | 9.5                                                    | 14.8                                                   | 19.2                                                   | 21.9                                                   | 21.6                                                   | 18.4                                                   | 13.5                                                   | 7.8                                                    | 3.6                                                    | 11.7                                                   |
| Temp. mín. abs. (°C)                                   | -15.0                                                  | -11.2                                                  | -7.7                                                   | -2.2                                                   | 1.7                                                    | 7.8                                                    | 10.0                                                   | 11.0                                                   | 7.8                                                    | 1.0                                                    | -3.2                                                   | -8.9                                                   | -15.0                                                  |
| Precipitación total (mm)                               | 75                                                     | 56                                                     | 56                                                     | 67                                                     | 29                                                     | 13                                                     | 20                                                     | 23                                                     | 82                                                     | 142                                                    | 124                                                    | 83                                                     | 770                                                    |
| Días de precipitaciones (≥ 1 mm)                       | 10                                                     | 10                                                     | 11                                                     | 8                                                      | 8                                                      | 3                                                      | 2                                                      | 4                                                      | 7                                                      | 13                                                     | 12                                                     | 9                                                      | 97                                                     |
| Horas de sol                                           | 105.4                                                  | 98.9                                                   | 124.0                                                  | 171.0                                                  | 226.3                                                  | 282.0                                                  | 306.9                                                  | 254.2                                                  | 189.0                                                  | 127.1                                                  | 99.0                                                   | 108.5                                                  | 2092.3                                                 |
| Fuente n.º 1: Погода и климат                          |                                                        |                                                        |                                                        |                                                        |                                                        |                                                        |                                                        |                                                        |                                                        |                                                        |                                                        |                                                        |                                                        |
| Fuente n.º 2: HKO (Horas de sol, 1971-2000)            |                                                        |                                                        |                                                        |                                                        |                                                        |                                                        |                                                        |                                                        |                                                        |                                                        |                                                        |                                                        |                                                        |

## Economía
En el raión se funcionan los subsidiarios de 11 bancos: Banco Nacional, Banco Internacional de Azerbaiyán, Amrah Bank, Rabita Bank, Bank Standart, Ata Bank, Access Bank, Uni Bank, Bank Respublika, Demir Bank, Texnika Bank, NBC Bank y Banco agro-crediticio. 
En la región está situada la gran planta láctea. 
En 2008 en Lankaran fue construido el aeropuerto.

## Educación
En Lankaran se funcionan 88 escuelas, 53 instituciones preescolar, 6 instituciones extraescolar, colegio estatal de Lankaran, escuela médica y Universidad Estatal de Lankaran. En el raión hay 3 escuelas deportivos, 2 comunidades deportivas y el centro educativo deportivo. También aquí funcionan 2 escuelas musicales y escuela del arte.

## Sistema de salud
En 1920 en Lankaran fue establecido el Hospital Central Republicano de Lankaran, en 1940 ha sido hospital interregional. En 1984 fue construido el edificio para hospital. 
En la ciudad también se funcionan el centro terapéutico, el centro terapéutico infantil, hospital infantil, estación de emergencia, clínica dentral, dispensarios (de enfermedades de la piel y venéreas, de tratamiento para toxicomanías, psiconeurológico, oncológico, de tuberculosis, etc.)

## Cultura
En Lankaran se funcionan 2 museos, teatro dramático, bibliotecas, 87 organizaciones culturales, un parque de cultura. En el territorio de Lankaran se existen 20 monumentos arqueológicos de la importancia republicana, 53 monumentos de la importancia local.